# Football U Sports
Football U Sports est une compétition de football canadien organisée par U Sports, anciennement sport interuniversitaire canadien (SIC),  dans laquelle s'affrontent 27 universités canadiennes.

## Organisation
Les équipes sont divisées en quatre conférences, calquées sur les quatre associations régionales membres de U Sports:  Réseau du sport étudiant du Québec, Sport universitaire de l'Atlantique, Sports universitaires de l'Ontario et l'Association sportive universitaire de l'Ouest canadien. À la fin de chaque saison. Les quatre champions régionaux participent aux demi-finales nationales (coupe Uteck et coupe Mitchell). Les gagnants de ces demi-finales se rencontrent ensuite pour le championnat national, la coupe Vanier.

## Histoire
Football U Sports est le plus haut niveau du football amateur au Canada. Les origines du football canadien et du football américain sont liées au football universitaire canadien puisque le premier cas documenté d'un match de football a eu lieu le 9 novembre 1861 à l'University College de l'Université de Toronto. La coupe Grey, le trophée du championnat de la Ligue de football professionnel canadien depuis sa fondation dans les années 1950, fut d'abord disputée par les équipes de l'Université de Toronto et de l'Université Queen's.

## Universités
| UBC Alberta Calgary Saskatchewan Regina Manitoba Windsor Western Guelph Laurier Waterloo McMaster York Toronto Queen's Ottawa Carleton Concordia McGill Montréal Laval Bishop's Sherbrooke Mount Allison Acadia St. Mary St. FX |

| Conférence de l'Ouest canadien Association sportive universitaire de l'Ouest canadien (ASUOC) |
| Universités                                                                                   |
| Université de la Saskatchewan                                                                 |
| Université de Calgary                                                                         |
| Université de l'Alberta                                                                       |
| Université de Régina                                                                          |
| Université de la Colombie-Britannique                                                         |
| Université du Manitoba                                                                        |

| Conférence de l'Ontario Sports universitaires de l'Ontario (SUO) |
| Universités                                                      |
| Université Queen's                                               |
| Université Wilfrid-Laurier                                       |
| Université de Western Ontario                                    |
| Université d'Ottawa                                              |
| Université McMaster                                              |
| Université de Guelph                                             |
| Université de Waterloo                                           |
| Université de Windsor                                            |
| Université de Toronto                                            |
| Université York                                                  |

| Conférence du Québec Ligue de football universitaire du Québec (LFUQ) |
| Universités                                                           |
| Université Laval                                                      |
| Université de Montréal                                                |
| Université Concordia                                                  |
| Université McGill                                                     |
| Université de Sherbrooke                                              |

| Conférence de l'Atlantique Sport universitaire de l'Atlantique (SUA) |
| Universités                                                          |
| Université St. Mary                                                  |
| Université Saint-Francis-Xavier                                      |
| Université Acadia                                                    |
| Université Mount Allison                                             |
| Université Bishop's                                                  |

## Télédiffusion
En 2015, TVA Sports signe des ententes avec Football U Sports et le Réseau du sport étudiant du Québec pour devenir le diffuseur francophone exclusif du football universitaire canadien.